# بهمن‌آباد علیا
بهمن‌آباد علیا، روستایی از توابع بخش مرکزی شهرستان دره‌شهر در استان ایلام ایران است.

## جمعیت
این روستا در دهستان زرین‌دشت قرار دارد و براساس سرشماری مرکز آمار ایران در سال ۱۳۸۵، جمعیت آن ۲۴۸ نفر (۵۴خانوار) بوده‌است.